# Tomești (Iași)
Tomești is een Roemeense gemeente in het district Iași.
Tomești telt 12337 inwoners.